# بیل استیپلتون (شناگر)
بیل استیپلتون (به انگلیسی: Bill Stapleton) (زادهٔ ۱۲ ژوئیهٔ ۱۹۶۵) شناگر اهل ایالات متحده آمریکا است.